# Patricio Cornejo Vidaurrazaga
Patricio Cornejo Vidaurrázaga (17 de octubre de 1942) es un médico cirujano y político chileno, militante del Partido Demócrata Cristiano (PDC).

## Biografía
Nació el 17 de octubre de 1942.
Se casó con Carmen Correa Bustamante y tienen dos hijos.
Realizó sus estudios primarios en el Colegio Hispanoamericano de Santiago y los secundarios, en el Instituto Nacional de la misma ciudad. Luego de finalizar la etapa escolar, ingresó a la Universidad de Chile, donde se tituló de Médico Cirujano. Más adelante, en 1985, efectuó un Postgrado en Cirugía General en CONACEM; posteriormente cursó otro Postgrado en Salud Pública, en 1997.
Ejerció la profesión en San Felipe y en 1971 se inició como médico general de Zona y en 1976, se desempeñó como Jefe de Servicio de Urgencia en el Hospital de dicha ciudad. Durante los años 1990 a 1997, cumplió como director del Servicio de Salud en San Felipe y en Los Andes. Fue también, presidente del Capítulo Médico y médico jefe del Instituto de Seguridad del Trabajo.
Comenzó sus actividades políticas durante la etapa de estudiante, cuando asumió, como presidente de la Democracia Cristiana Universitaria en la Escuela de Medicina, 1968 a 1969; dos años después, llegó a ser vicepresidente comunal de San Felipe, hasta 1973. Más tarde, entre 1985 y 1990 ocupó el cargo de presidente del Frente Profesional y Técnico en esa misma ciudad.
En 1997 fue elegido diputado por el Distrito N.°11, comunas de "Calle Larga, Catemu, Los Andes, Llay-Llay, Panquehue, Putaendo, Rinconada, San Esteban, San Felipe y Santa María", V Región, período 1998 a 2002; integró la Comisión Permanente de Salud y la de Ciencias y Tecnología.
En diciembre de 2001 fue reelecto diputado, por el mismo distrito, siempre en representación del Partido Demócrata Cristiano, período 2002 a 2006; continuó integrando la Comisión Permanente de Salud y la de Ciencias y Tecnología. Fue 2º vicepresidente de la Cámara, entre el 21 de junio de 2005 y el 11 de marzo de 2006. Miembro de la Comisión Investigadora sobre Contaminación por Plomo en la Ciudad de Arica; Investigadora sobre Irregularidades en el Servicio de Aduanas de Los Andes. Y miemro de la Comisión Especial que Establece Beneficios para los Discapacitados, la que presidió.
En las elecciones parlamentarias de 2005 buscó la reelección como diputado, sin éxito.

## Historial electoral

### Elecciones parlamentarias de 1997
- Elecciones parlamentarias de 1997 a Diputado por el distrito 11 (Calle Larga, Catemu, Llay-Llay, Los Andes, Panquehue, Putaendo, Rinconada, San Esteban, San Felipe y Santa María) [1]

### Elecciones parlamentarias de 2001
- Elecciones parlamentarias de 2001 a diputado por el distrito 11 (Calle Larga, Catemu, Llay-Llay, Los Andes, Panquehue, Putaendo, Rinconada, San Esteban, San Felipe y Santa María)[2]

### Elecciones parlamentarias de 2005
- Elecciones parlamentarias de 2005 a diputado por el distrito 11 (Calle Larga, Catemu, Llay-Llay, Los Andes, Panquehue, Putaendo, Rinconada, San Esteban, San Felipe y Santa María)[3]